# Doctor Zot
Doctor Zot, pseudonimo di Massimiliano Bocchio Chiavetto (Candelo, 6 luglio ...), è un disc jockey e produttore discografico italiano, esponente del genere Techno Hardstyle.

## Biografia
Doctor Zot è un dj/producer di musica Techno e Hardstyle. Produttore per l'etichetta discografica ACTIVA Records e LoverLoud Records, si esibisce come ospite nei migliori club nazionali ed esteri oltre che essere resident dj dell'organizzazione italiana di eventi INSOUND.
Nel 1994 inizia a sperimentare l'arte del mixaggio con sonorità di tendenza, proponendo musica elettronica underground, di genere Progressive, in piccole feste tra amici e via via sempre più grandi, party della propria città.
Nel 1999 crea il proprio staff di organizzazione eventi e pubbliche relazioni chiamato Maximum Project, che ancora oggi organizza e promuove numerosi eventi italiani e esteri.
Nel 2000/01 vince due gare di mixing, per la sua tecnica e selezione musicale, una a Cavour (Cuneo), organizzata dallo staff di una nota discoteca piemontese (Shock!) e l'altra a Ponsacco (Pisa) all'interno della storica discoteca Insomnia Discoacropoli d'Italia, locale con cui collaborerà per parecchio tempo mettendosi in luce nel panorama Techno italiano.
Sperimentando, negli anni, diversi generi di musica elettronica, tra cui Progressive, Electro, Techno e Hard Techno, approda alla musica Hardstyle nel 2002, anno di piena espansione del genere ed è proprio in quest'anno che viene confermato come dj resident della discoteca "DUE" di Cigliano nella sala EXPERIMENT ROOM, dedicata alla musica Hard, avventura che negli anni si sviluppa crescendo sempre più, fino a diventare nel 2005 "INSOUND" nome alla festa principale del club in main room. Oggi INSOUND Eventz è considerata una delle organizzazioni più attive della scena Hard-Dance Italiana.
Doctor Zot è stato ospite e continua ad essere in tour in tutti i migliori clubs italiani, tra cui: Templares, Insomnia, Due, Spazio A4, Chalet, East End Studios, Ecu, Bolgia, Altromondo Studios, Domina, Shock, Dorian Gray, Florida, TNT Kamasutra, Centralino, Free-Spirit, Alhambra, Parhasar, Cage, Pigalle, Fortezza da Basso, Horus, Italghisa, Embassy, Cellophane, Duplè, La Gare, Cyborg, Palladium, Hollywood, Area Mito, Mivida, Rolling Stones...
All'estero ha suonato a Los Angeles - USA., in Bosnia, Croazia, Finlandia, Germania, Austria, Francia, Svizzera, in clubs inclusi nella DJ Mag Top 100 Clubs come Kalypso, Aquarius e Noa sulla famosa spiaggia ZRCE Beach dell'isola di Pag; in eventi come: Street Parade - Zurigo - Fresh Days - Los Angeles, Club Atlantic - Doboj, Hard Camp - Excalibur, Kinki Club - Armageddon, Titanic, Hard Island Festival, DropZone Fest...
Nel 2007 mixa insieme al pioniere della musica Hardstyle, dj Zenith, la compilation Insound - Hardstyle Religion Vol.1, che contiene il suo primo brano musicale "Our Sound!", arrangiato insieme al collega e amico Dj Lukas. Da lì in poi inizia a produrre regolarmente le sue tracce, anche in collaborazioni di diversi artisti della scena Hardstyle italiana. 
Produttore discografico sulla storica etichetta discografica italiana Activa Records, ha pubblicato come primo brano l'anthem ufficiale di INSOUND seguito da altre tracce di successo.
Dal 2008 al 2018 ha ideato e condotto ogni domenica sera il primo programma radiofonico FM totalmente dedicato alla musica Hardstyle: INSOUND in FM su RADIO CITY (www.radio-city.it 89.9 FM) oggi chiamata CITY4YOU.
Ad oggi si esibisce in molti locali d'Italia, all'estero, negli eventi INSOUND ed in quelli creati dalle migliori organizzazioni della scena.
"Zot": s. m. inv. = Fulmine, sinonimo di energia, sprigionata dalla musica, che come una terapia ti ricarica a tuono!
Doctor Zot (Massimiliano Bocchio Chiavetto) alias: D8r Zot, Dott. Zot, Massi Beyekey

## Produzioni
- 2023 - Luca Testa & Doctor Zot (Feat. Andrea Toscano) - Smells Like Teen Spirit [Hardstyle Remix]
- 2022 - Doctor Zot x Kairos x Air Teo - Awaking - [LoverLoud Records]
- 2021 - Doctor Zot feat. Mc Maister - FVCK - [Activa Records]
- 2017 - Doctor Zot - The World Will Be Mine - [Activa Records]
- 2017 - Doctor Zot – Only The Brave (Francesco Zeta Rmx) - [LoverLoud Records]
- 2015 - Doctor Zot meet Art Of Fighters - Italian Classics Mashup - [Free Release]
- 2014 - Moguai & Benny Benassi - Gangsta (DOCTOR ZOT HARD MIX) - [Free Release]
- 2013 - Dimitri Vegas & Like Mike ft Boostedkids - G.I.P.S.Y. (DOCTOR ZOT RAW MIX) - [Free Release]
- 2013 - Doctor Zot - Fiesta - [Activa Records]
- 2013 - Doctor Zot - Only The Brave - Repump Mix - [Free Release]
- 2012 - Francesco Zeta & Doctor Zot - Shake That Monkey - [Activa Records]
- 2012 - Doctor Zot & Jajox - Wet Pussy - [Activa Records]
- 2012 - Doctor Zot & Black Force - Sunrise In Heaven - [Activa Records]
- 2012 - Activator & Doctor Zot - L'Estate Sta Finendo - [Activa Records]
- 2011 - Hard Monkeys - XTC 2009 - Mmamp 2011 - [Free Release]
- 2011 - Acti & Zot - Wow Wow - [Activa Records]
- 2011 - Doctor Zot - The Best Journey - [Activa Records]
- 2011 - Doctor Zot - The Mother Fucking Music - [Activa Records]
- 2011 - Doctor Zot - Mondo Pazzo medley Mad World - [Activa Records]
- 2010 - Acti & Zot - Un Disco Per L'Estate 2010 - [Activa Records]
- 2010 - Doctor Zot - The Centre Of Your Mind - [Activa Records]
- 2010 - Doctor Zot - La Revolucion - [Activa Records]
- 2009 - Doctor Zot - Only The Brave - [Activa Records]
- 2009 - Doctor Zot - This Is Our Sound - [Activa Records]
- 2008 - Doctor Zot - Insound The Anthem - [Activa Records]
- 2008 - Doctor Zot - The Power Of The Evil - [Activa Records]
- 2007 - D8r Zot - Our Sound! (Zot & Lukas Mix) - [Trc] (Compilation Insound - Hardstyle Religion)
- 2007 - Massi Beyekey & Maico - Envoice - [Phress Rec]

## Remix
- 2012 - G-Style Brothers - Dark Noises - (Doctor Zot Rmx) - [Tunnel]
- 2010 - Dark By Design - Bass Be Louder (Francesco Zeta & Doctor Zot Remix) - [Infexious Hardstyle]

## Compilation Mixate
- 2008 - Activa X-clusive Party @ Insound - The Compilation - Mixed by: Activator vs Stephy & D8r Zot vs Double C - [Activa]
- 2007 - Insound - Hardstyle Religion - Mixed by: D8r Zot & Zenith Dj - [Trance Communications]